# تشارلز جيدلي ويلر
تشارلز جيدلي ويلر (١٩٣٨-٢٠١٠)، المعروف أيضًا باسم تشارلز جيدلي، كاتب سيناريو تلفزيوني وروائيًا تاريخيًا، نالت أعماله الإشادة في دور النشر الأسبوعية وواشنطن بوست ومراجعات كيركوس ونيويورك تايمز.

## أعماله

### مجلة بلاكوود
- جوهرة الشرق (أغسطس 1965)
- جزيرة منسية (مايو 1966)
- دورية ليلية (أغسطس 1967)
- ذكرى كاسينو (مارس 1969)
- ذهب جديد (يناير 1970)
- كشافة وحكيم وسلطان (أغسطس 1973)
- ثورة الأب باتيستا (يناير 1975)

### دراما تلفزيونية
•السفينة الحربية (خمس حلقات: شركة الكل واحدة، تحت السطح، رجل في الاحتياط، العداد، جاك فيل داون) تلفزيون بي بي سي.
•أجنحة (حلقتان: زيبلين ، بدون ميداليات) تلفزيون بي بي سي.
•سحابة الرعد (أربع حلقات: الخنازير قد تطير، ١٤ يونيو ٧٩، لا تذهب بالقرب من الماء، ١٩ يوليو ٧٩، خفافيش في بلفري، ٩ أغسطس ٧٩، وداعا سيد السلاحف، ١٨ ديسمبر ٧٩) تلفزيون يوركشا.
•الحقائب الرملية (حلقتان: اسمي أنا وايزمان، من يحتاج إلى أعداء؟) تلفزيون يوركشاير.

### الروايات
•النهر الجاري (نشر لأول مرة عام ١٩٨١) تاريخ النشر: المملكة المتحدة: دويتش / فونتانا ؛ الولايات المتحدة: مطبعة سانت مارتن ؛ الأرجنتين (أمريكا الجنوبية الإسبانية): المحرر إميس تحت عنوان النهر الجاري.
•البحر الهائج(نشرت لأول مرة عام ١٩٨٤) تاريخ النشر: المملكة المتحدة: دويتش / فونتانا ؛ الولايات المتحدة: مطبعة الفايكنج.
•المؤمن (نشر لأول مرة عام ١٩٨٥) تاريخ النشر: المملكة المتحدة: دويتش / فونتانا.
•أرمادا (نشرت لأول مرة عام ١٩٨٧) تاريخ النشر: المملكة المتحدة: ويدنفيلد ونيكلسون/فونتانا ؛ الولايات المتحدة:مطبعة الفايكنج ؛ البرازيل: غلوبو.
•روح القتال (نشرت لأول مرة عام ١٩٨٩) تاريخ النشر: المملكة المتحدة: كولينز/فونتانا.
•بكاء الرياح (نشر لأول مرة عام ١٩٩٢) تاريخ النشر: المملكة المتحدة: هاربر كولينز/فونتانا.

## روابط أخرى
- Charles Gidley Wheeler at IMDb

- Review of Jannaway's Mutiny in Midwest Book Review